# Allen Young

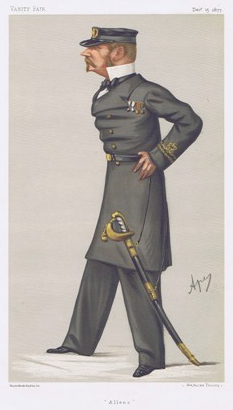
Sir Allen Young, porträtterad i Vanity Fair 1877.

Allen William Young, född den 12 november 1827 i Twickenham, död den 20 december 1915 i London, var en engelsk polarfarare.
Young tjänade på handelsfartyg och utmärkte sig vid Balaklava under Krimkriget samt deltog 1857-59 som närmaste man under McClintock i dennes polarfärd, som löste problemet rörande Franklins och hans följeslagares öde. År 1875 gjorde han, huvudsakligen på egen bekostnad, med sin jakt "Pandora" ett djärvt, men misslyckat försök att fullborda nordvästpassagen och kasta ljus öfver franklinska expeditionens sista öden genom att söka minnen av densamma på King William Island. År 1876 ämnade han upprepa försöket, men beordrades av amiralitetet att söka nå den året förut under Nares ledning utsända expeditionens depå vid Smiths sund, lyckades fullgöra uppdraget och erhöll till belöning Knightvärdighet (1877). 
Hans reseberättelse Two voyages of the Pandora in 1875 and 1876 utkom 1879. År 1882 företog han ännu en polarfärd till undsättning av Benjamin Leigh Smiths expedition till Frans Josefs land.